# Netherlands Maritime Special Operations Forces
Netherlands Maritime Special Operations Forces (NLMARSOF, ook simpelweg bekend als MARSOF) is de speciale eenheid van het Korps Mariniers. Sinds de oprichting in 2013 bundelt MARSOF in twee operationele squadrons de drie bestaande speciale eenheden van het Korps Mariniers; de kikvorsmannen, de mountain leaders en de Unit Interventie Mariniers. M-squadron (M-SQN) is primair gericht op de bestrijding van grootschalige, complexe terreurincidenten binnen Nederland en werkt nauw samen met de Dienst Speciale Interventies (DSI) van de politie. C-squadron (C-SQN) omvat de kikvorsmannen en mountain leaders en is als zodanig toegelegd op internationale speciale operaties in maritieme en bergachtige omgevingen. MARSOF is belast met het uitvoeren van het gehele spectrum aan speciale operaties, maar behoudt ten opzichte van het Korps Commandotroepen (KCT) een sterke focus op maritieme speciale operaties. De operaties van zowel MARSOF als het KCT worden gepland en gecoördineerd door het Netherlands Special Operations Command (NLD SOCOM). 
Alleen actief dienende mariniers kunnen zich aanmelden voor de MARSOF-opleiding, de eenheid is niet toegankelijk voor burgerkandidaten. Alle MARSOF-operators, ongeacht van de respectievelijke subeenheid, hebben de gemeenschappelijke MARSOF-opleiding met succes afgerond.

## Geschiedenis
Binnen NLMARSOF zijn drie eenheden samengebracht die elk een grotendeels onafhankelijke geschiedenis kennen. Hierom wordt bij de onderstaande beschrijving onderscheid gemaakt tussen de respectievelijke geschiedenis van de kikvorsmannen, het huidige M-squadron en de mountain leaders. 

### Kikvorsmannen
Op 17 januari 1959 vroeg de leiding van het Korps Mariniers toestemming aan de minister van Marine om twee officieren der mariniers op te mogen leiden bij het marine duikbedrijf. De bedoeling was om de officieren der mariniers bekwaam te maken in het optreden als kikvorsman. De toestemming kwam en twee officieren der mariniers namen deel aan de cursus duikofficier. De officieren behaalden de cursus en begonnen hun expertise te verbreden; dit gebeurde in de Verenigde Staten, Frankrijk en Engeland. Hier verdiepten de officieren zich in de volgende onderwerpen: gevorderd (gevecht) duiken, kompas zwemmen, parachutespringen van verschillende hoogte en mudcrawlen (veelal in duikpak tijgeren in het zand bij de branding). 
Dit geheel resulteerde voor het Korps Mariniers in een nieuwe opleiding aangezien men over twee ervaren kikvorsmannen beschikte en er meer moesten volgen voor het effectief uitoefenen van de (toekomstige) taak. De officieren die de opleiding tot kikvorsman hadden gevolgd waren vanaf april 1962 officieel kikvorsman instructeur. Waar de nadruk bij de eerste twee kikvorsmannen van het korps had gelegen op het opdoen van ervaring, lag de nadruk nu op het fysiek prikkelen van de mariniers die kikvorsman wilden worden alsmede het aanleren van specifieke verkenningsvaardigheden. In 1963 werd deze fase afgerond en beschikte het Korps Mariniers over een Vaste Kikkerploeg (VKP). Waar de taakstelling van de kikkers voorheen voornamelijk was gericht op het uitvoeren van demolitie- en sabotagemissies op en rondom schepen, heeft de eenheid zich door de jaren heen ontwikkeld tot een maritieme SOF-eenheid die het volledige spectrum speciale operaties kan uitvoeren. Daarbij behoudt de eenheid uiteraard een sterke nadruk op operaties onder water. 

### M-squadron
In februari 1973 werd de eerste Nederlandse contra-terrerreureenheid, als nabijgevechtseenheid, opgericht onder de naam 11de Infanteriecompagnie/BBE-Mariniers. De BBE-Mariniers werd opgericht naar aanleiding van diverse terreuraanslagen in de periode 1970-1972. Met name het bloedbad van München, de aanslag op elf Israëlische atleten tijdens de Olympische Spelen in München, uitgevoerd door Palestijnse Fatah-terroristen, speelde een belangrijke rol. De leden van deze nieuwe eenheid werden geworven uit het Korps Mariniers . Tijdens de jaren '70 werd de BBE-Mariniers veelvuldig ingezet ter bestrijding van de Molukse acties, onder meer bij de Treinkaping bij de Punt. In 1979 werd de BBE-Mariniers losgekoppeld van de 11de Infanteriecompagnie en daarna gekoppeld aan de MP taak en vervolgens de 2de Mortiercompagnie 120mm. In 2005 werd de eenheid hernoemd tot Unit Interventie Mariniers (UIM) en in 2013 volgde met de oprichting van NLMARSOF hernoeming tot het huidige M-squadron.

### Mountain leaders

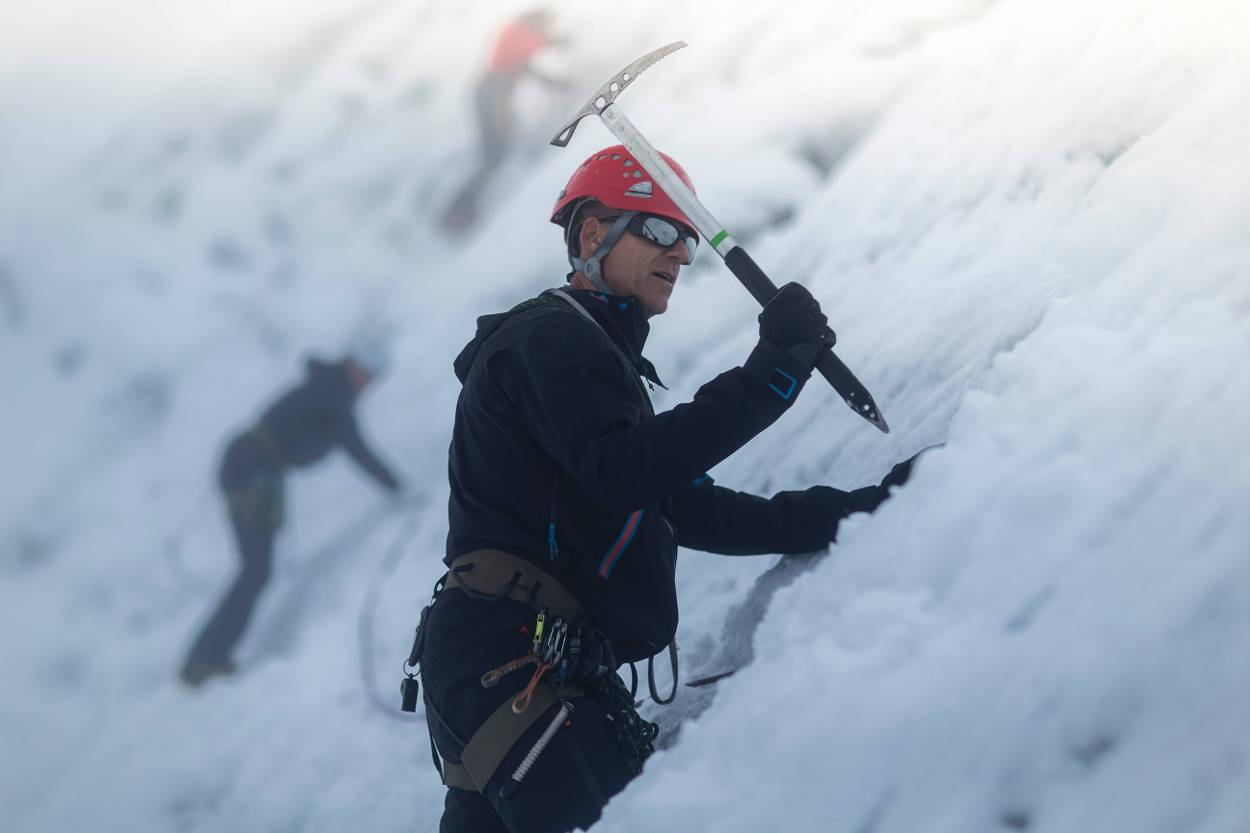
Mountain leaders beklimmen een berg in de Zwitserse Alpen.

De eerste Nederlandse militaire koudweerspecialisten dateren uit 1970. De Mountain Leader Troop is opgericht in 1990 en is gevormd naar het model van de Brigade Patrol Troop van de Britse Royal Marines. De primaire taak van de Mountain Leader Troop ten tijde van oprichting was het uitvoeren van langeafstandsverkenningen in arctische en bergachtige omgevingen. De eenheid is, naast deze specialisatie, in staat om het volledige spectrum van speciale operaties uit te voeren.

### Oprichting en ontwikkeling NLMARSOF
Sinds 2013 vallen de Unit Interventie Mariniers (UIM) en de Maritieme Speciale Operaties (MSO)-compagnie onder het overkoepelende commando van Netherlands Maritime Special Operations Force (NLMARSOF). De MSO-compagnie omvatte de 2 specialistische verkenningseenheden; de mountain leaders en de kikvorsmannen. De integratie van deze drie eenheden had als doel een efficiënte(re) en helderder samenwerking te creëren waarbij men elkaar kan ondersteunen tijdens operaties. De nieuwe namen van de eenheden zijn M-squadron (voorheen UIM) en C-squadron (voorheen MSO), eenheden van squadronsomvang elk bestaande uit teams van 6 operators. Deze operators zijn individueel gespecialiseerd als SOF-medic, sniper, demolitiespecialist (demspec) en communicatiespecialist (comspec). Daarnaast is er een team leader en opvolgend team leader. Een operator is niet beperkt tot het hebben van één specialisatie. Hij kan zich in de loop van zijn carrière meerdere specialisaties eigen maken.
Hoewel NLMARSOF als eenheid nog maar relatief kort bestaat, zijn de daarbinnen gelegen eenheden al decennialang actief. NLMARSOF is gemodelleerd naar het oorspronkelijke model van de Britse Special Boat Service (SBS), toen nog Special Boat Squadron genaamd, en kent met de SBS een langdurige samenwerking. Hoewel zij wat taken betreft zijn te vergelijken, is de huidige structuur van de SBS in 1987 aangepast naar het model van de Britse Special Air Service waarmee toen de overkoepelende UKSF (United Kingdom Special Forces) werd gevormd. NLMARSOF bestaat uit verschillende gespecialiseerde squadrons, waar de SBS over equivalente squadrons beschikt die roulerend worden ingezet.
Sinds 5 december 2018 worden de operaties van NLMARSOF door de nieuwe stafeenheid Netherlands Special Operations Command (NLD SOCOM) gecoördineerd. NLMARSOF blijft als eenheid wel onderdeel van het Commando Zeestrijdkrachten.

## Opleiding
De fysieke eisen om de opleiding in te mogen zijn de hoogste van de Nederlandse krijgsmacht. Alleen mariniers kunnen zich aanmelden voor een opleiding tot NLMARSOF-operator. Voor men aan de opleiding kan beginnen dient men eerst de drie weken durende Aptitude-selectie te doorlopen. De Aptitude lijkt nog het meest op de beruchte Britse SAS-selectie. De drie weken durende Aptitude-test bestaat naast fysieke ook uit mentale testen. Zo wordt er gekeken naar de emotionele stabiliteit van de mariniers en hoe goed er om wordt gegaan met onzekerheid en stress, optreden op grote hoogte, optreden onder tijdsdruk en optreden gedurende kako (kaart/kompas) oefeningen.
| Aptitude (fysieke eisen)                                                         |
| -------------------------------------------------------------------------------- |
| 2800 meter hardlopen binnen 12 minuten                                           |
| 40 push-ups binnen 2 minuten                                                     |
| 60 sit-ups binnen 2 minuten                                                      |
| 50 squats binnen 2 minuten                                                       |
| 8 pull-ups in eigen tijd                                                         |
| Zwemtest EVO (Elementaire Vakopleiding)                                          |
| 10 kilometer hardlopen binnen 45 minuten                                         |
| 10 kilometer battle run met 15 kilogram bepakking zonder water binnen 60 minuten |
| 2 kilometer oppervlakte zwemmen                                                  |
| 10 kilometer kajakken                                                            |
| Klimparcours in het dok                                                          |
| 30 kilometer marsen met 35 kilogram bepakking                                    |
| 4 kilometer oppervlakte zwemmen                                                  |
| 20 kilometer kajakken                                                            |

Als de Aptitude met succes is afgerond kunnen de deelnemers van start gaan met een van de zwaarste militaire opleidingen binnen de Nederlandse krijgsmacht. De totale duur van deze opleiding bedraagt 39 weken, en begint met de 20 weken durende basis MARSOF-opleiding, waarin men wordt opgeleid om te opereren binnen het gehele spectrum van speciale operaties. Het begint met het aanleren van basisprincipes om speciale operaties te kunnen uitvoeren, hierna volgen procedures gericht op antiterreur en tot slot worden de aspiranten getraind in het uitvoeren van speciale operaties in, uit en rondom het water.
Wanneer de cursist de MARSOF-opleiding succesvol heeft afgerond, beginnen de cursisten aan de 14 weken durende NIO (Nationale Interventie Opleiding). Dit is de contraterreur-opleiding waarin deelnemers getraind worden in het doeltreffend bestrijden van terroristische aanslagen. Geslaagde NIO-cursisten zijn nu volwaardige NLMARSOF-operators en kunnen instromen in het M-Squadron of zich aanmelden voor een opleiding tot Mountain Leader of Kikvorsman. Doordat alle NLMARSOF-operators zowel de MARSOF- als de NIO-opleiding hebben ondergaan is het personeel zeer breed inzetbaar. Het feit dat NLMARSOF-operators voor zowel nationale (M-squadron) als internationale (C-squadron) operaties kunnen worden ingezet zorgt voor een hoge mate van flexibiliteit en efficiëntie.

## Taken

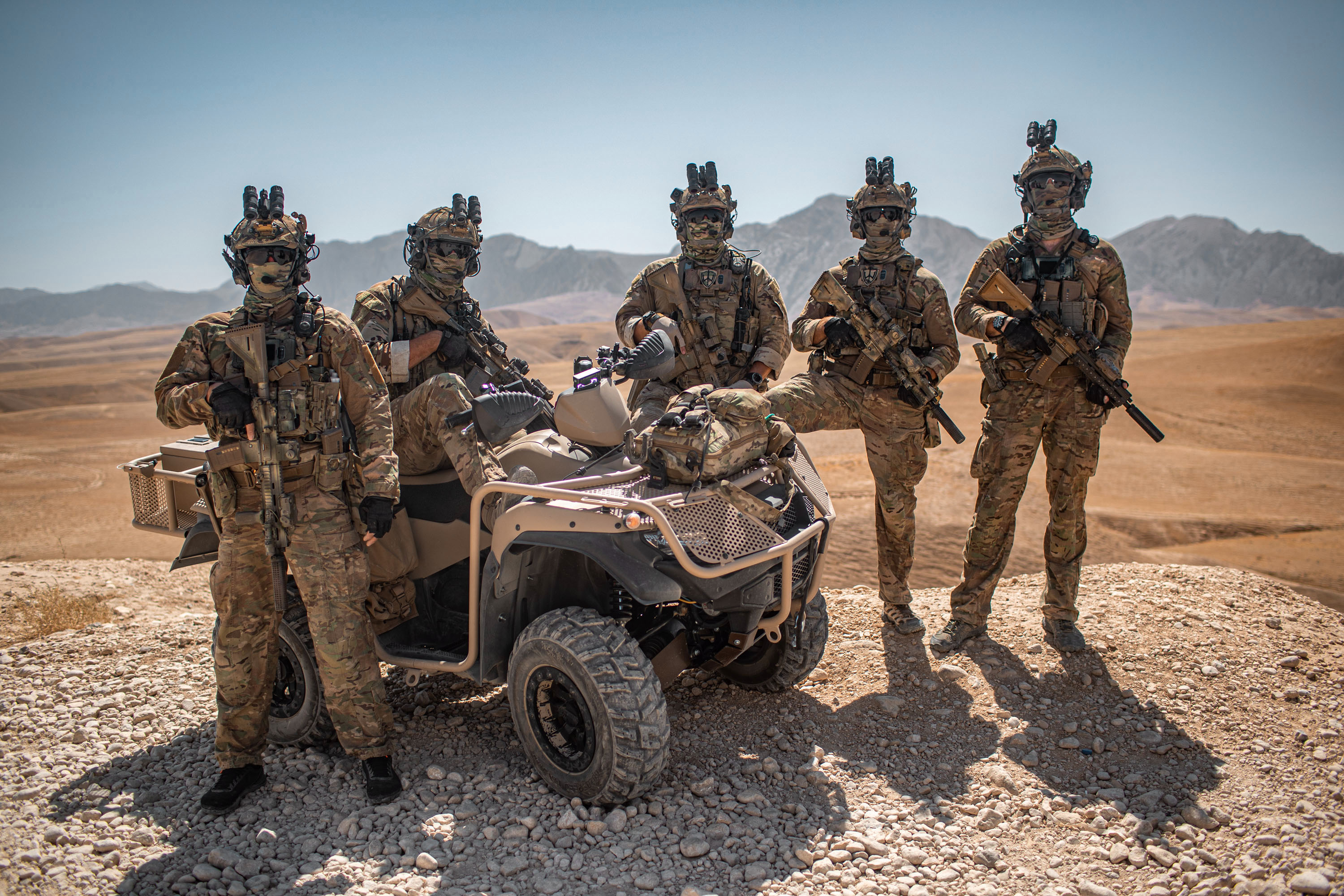
NLMARSOF-operators in Mazar-i-Sharif als onderdeel van de NAVO-missie Resolute Support voor het opleiden van Afghaanse special forces, een voorbeeld van Military Assistance.

De hoofdtaken van NLMARSOF betreffen:
- Direct Action (DA): Uitvoeren van kleinschalige offensieve operaties zoals invallen en sabotageacties.
- Military Assistance (MA): Leveren van militaire ondersteuning aan buitenlandse eenheden. Deze ondersteuning omvat zowel het geven van training als het leveren van ondersteuning bij daadwerkelijke operaties.
- Special Reconnaissance (SR): Uitvoeren van speciale verkenningen achter vijandelijke linies, bijvoorbeeld van vijandelijke troepenbewegingen, direct gevechtscontact vermijdend.
- Contraterreur (CT): Uitvoeren van nationale en internationale contraterreur operaties waarbij NLMARSOF ten opzichte van het Korps Commandotroepen extra nadruk legt op het uitvoeren van operaties in een maritieme setting.

## Organisatie
NLMARSOF bundelt de voorheen seperate speciale eenheden van het Korps Mariniers, de Unit Interventie Mariniers (UIM) en de Maritieme Speciale Operaties (MSO)-compagnie, binnen één overkoepelende eenheid met een gemeenschappelijke maritieme SOF-identiteit. Momenteel zijn de subeenheden echter nog gescheiden gelegerd. C-squadron en de Logistic Support Group zijn gehuisvest op de Nieuwe Haven in Den Helder — M-squadron, T-squadron en de staf zijn gelegerd op de Van Braam Houckgeestkazerne in Doorn. In 2021 werd bekend dat geheel NLMARSOF gelegerd zal worden op de nieuw te bouwen marinierskazerne Kamp Nieuw-Milligen.
NLMARSOF bestaat uit twee operationele squadrons, een opleidingseenheid en een logistieke eenheid:
- C-squadron (C-SQN): C-squadron is primair gericht op het uitvoeren van het volledige spectrum aan internationale (on)voorziene speciale operaties. Het squadron wordt gevormd door kikvorsmannen en mountain leaders.
- M-squadron (M-SQN): M-squadron is primair gericht op het uitvoeren van nationale contraterreur-operaties. M-squadron is gespecialiseerd in het neutraliseren van complexe en langdurige terroristische aanslagen, en is hierbij extra getraind in het optreden in maritieme setting zoals bijvoorbeeld op olieplatformen. Het squadron vormt samen met een deel van de staf, logistiek en ondersteunden personeel de Unit Interventie Mariniers (UIM) als integraal onderdeel van de Dienst Speciale Interventies (DSI).
- T-squadron (T-SQN): Verzorgt de MARSOF- en NIO-opleidingen voor alle NLMARSOF-operators.
- Logistic Support Group (LSG): Draagt zorg voor logistieke en materiële ondersteuning binnen NLMARSOF. Onder andere logistiek, wapen- en voertuigbeheer en communicatie.

### M-squadron

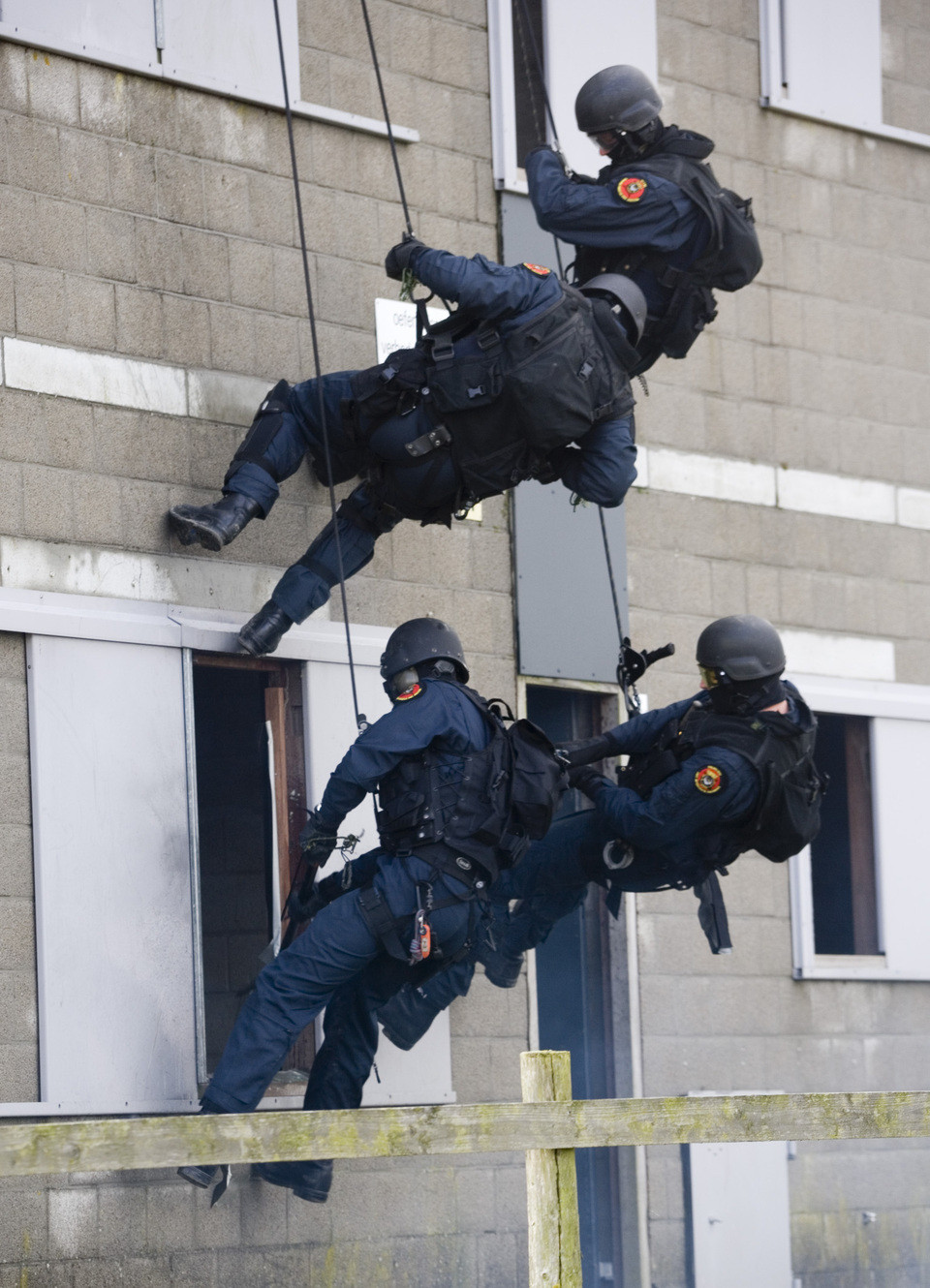
Oefening Unit Interventie Mariniers

Het M-squadron is de nationale contraterreureenheid van het Korps Mariniers. De eenheid is opgebouwd uit teams met ieder een eigen specialisatie, o.a. een duikteam en een breach team. Het breach team is gespecialiseerd in het doorbreken of vrijmaken van toegangen in gebouwen of andere objecten op het land en in of onder water. Vergelijkbare diensten uit het buitenland zijn de Duitse GSG 9 en de Britse SAS. Tot 2005 stond deze eenheid bekend als Bijzondere Bijstands Eenheid Mariniers (BBE-Mariniers), van 2005 tot 2013 heette de eenheid Unit Interventie Mariniers (UIM). Het motto van M-squadron is, Semper Paratus Pro Justitia (Nederlands: Altijd paraat voor gerechtigheid).
De Dienst Speciale Interventies (DSI) van de Landelijke Eenheid van de Nationale Politie is de overkoepelende eenheid die sinds 2006 de inzet van M-squadron bij nationale contraterreur operaties coördineert. Het M-squadron opereert onder de operationele leiding van de DSI, maar valt organisatorisch niet onder de DSI. Bij een eventuele inzet heeft het hoofd-DSI wel de leiding over het aandeel van het M-squadron in het geheel van de inzet. Ook kunnen operators van M-squadron voor bepaalde tijd worden gedetacheerd bij de Afdeling Interventie (AI) van de DSI en draaien zij volledig mee met de betreffende inzetten. Ondanks de nauwe verwevenheid met de DSI blijft M-squadron een maritiem SOF-squadron dat tevens in die hoedanigheid kan worden ingezet.
Opleiding
Iedere NLMARSOF-operator die de MARSOF- en NIO-opleiding succesvol heeft afgerond is gekwalificeerd om binnen M-squadron te kunnen dienen.

### C-squadron
Het C-squadron omvat sinds de oprichting van NLMARSOF de mountain leader- en kikvorsmannen-troops. C-squadron is in staat om het volledige spectrum aan internationale speciale operaties uit te voeren.
C-squadron teams bestaan in de regel uit zes operators, elk van deze zes operators onderhoudt binnen het team een eigen specialisatie:
- Team leader: De team leader is de commandant van een NLMARSOF-team en draagt het bevel over de overige teamleden en de verantwoordelijkheid over de operatie.
- Opvolgend team leader: In het geval van een calamiteit of (tijdelijke) onbeschikbaarheid van de team leader neemt de opvolgend team leader het bevel over het team over.
- Sluipschutter (sniper): Schutter die doelen heimelijk kan naderen en ze in kaart brengen of uitschakelen. Met speciale optische middelen en wapens kan hij doelen uitschakelen tot een afstand van ongeveer 2 kilometer. In zijn opleiding is de sniper getraind in schieten, camoufleren, besluipen, afstand bepalen, observeren en geheugentraining.
- Communicatiespecialist (comspec): Tijdens operaties kan de comspec alle communicatieapparatuur instellen en bedienen. Voor het verzorgen van communicatie, die geregeld over zeer lange afstand plaatsvindt, gebruikt de comspec verschillende communicatiemiddelen. Bijvoorbeeld tactische satelliet apparatuur (TACSAT) en hoge frequentie radio’s (HF). Ook de inzet van audiovisuele middelen (FAV) behoren tot de uitrusting.
- Demolitiespecialist (demspec): Door middel van explosieven kan de demspec objecten buiten werking stellen of toegang tot gebouwen forceren. Ook kan hij IED's herkennen en searches uitvoeren. De demspec maakt voor zijn taken gebruik van verschillende soorten springstoffen en werktuigen.
- Gewondenverzorger (medic): Omdat het geregeld voorkomt dat SOF-eenheden operaties uitvoeren waarbij een arts niet direct oproepbaar is, beschikken NLMARSOF-teams over een paramedicus die in het veld levensreddende medische ingrepen kan verrichten.

#### Mountain Leaders
De Mountain Leader Troop bestaat uit militaire berggidsen, gespecialiseerd in oorlogvoering in bergachtig terrein en onder Arctische omstandigheden. Ze blinken uit in bergsportonderdelen, zoals rotsklimmen, ijsklimmen, routebepaling en overleven bij lage temperaturen. 
Opleiding
Operators die mountain leader willen worden volgen de Mountain Leader Course die wordt verzorgd door de Britse Royal Marines. Deze opleiding duurt acht maanden en vindt plaats aan de zuidkust van Engeland, in de Schotse Hooglanden en in het arctische klimaat van noordelijk Noorwegen. De Mountain Leader Course staat bekend als een van de zwaarste opleidingen binnen de Britse krijgsmacht.

#### Kikvorsmannen

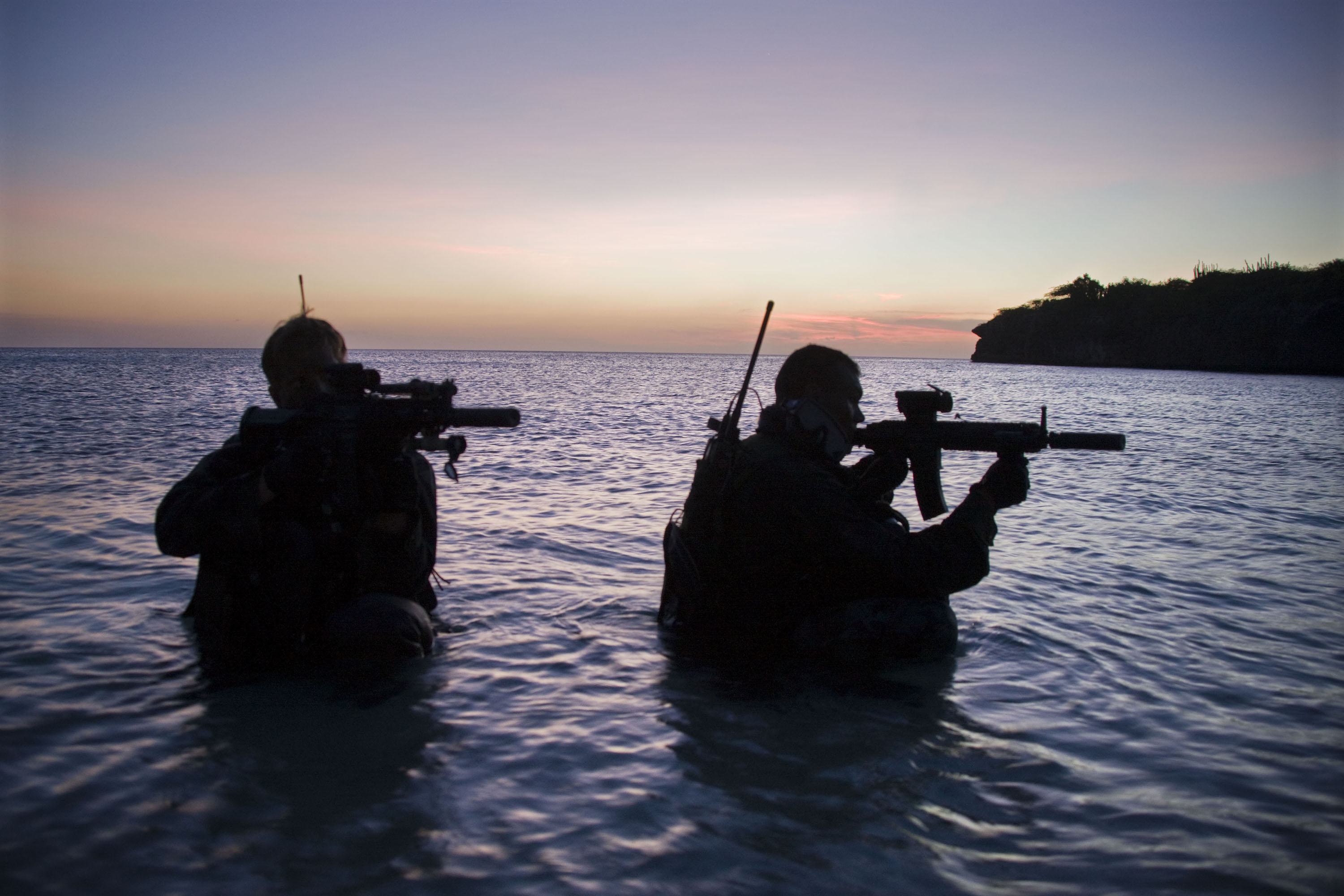
Kikvorsmannen in vijandelijk gebied.

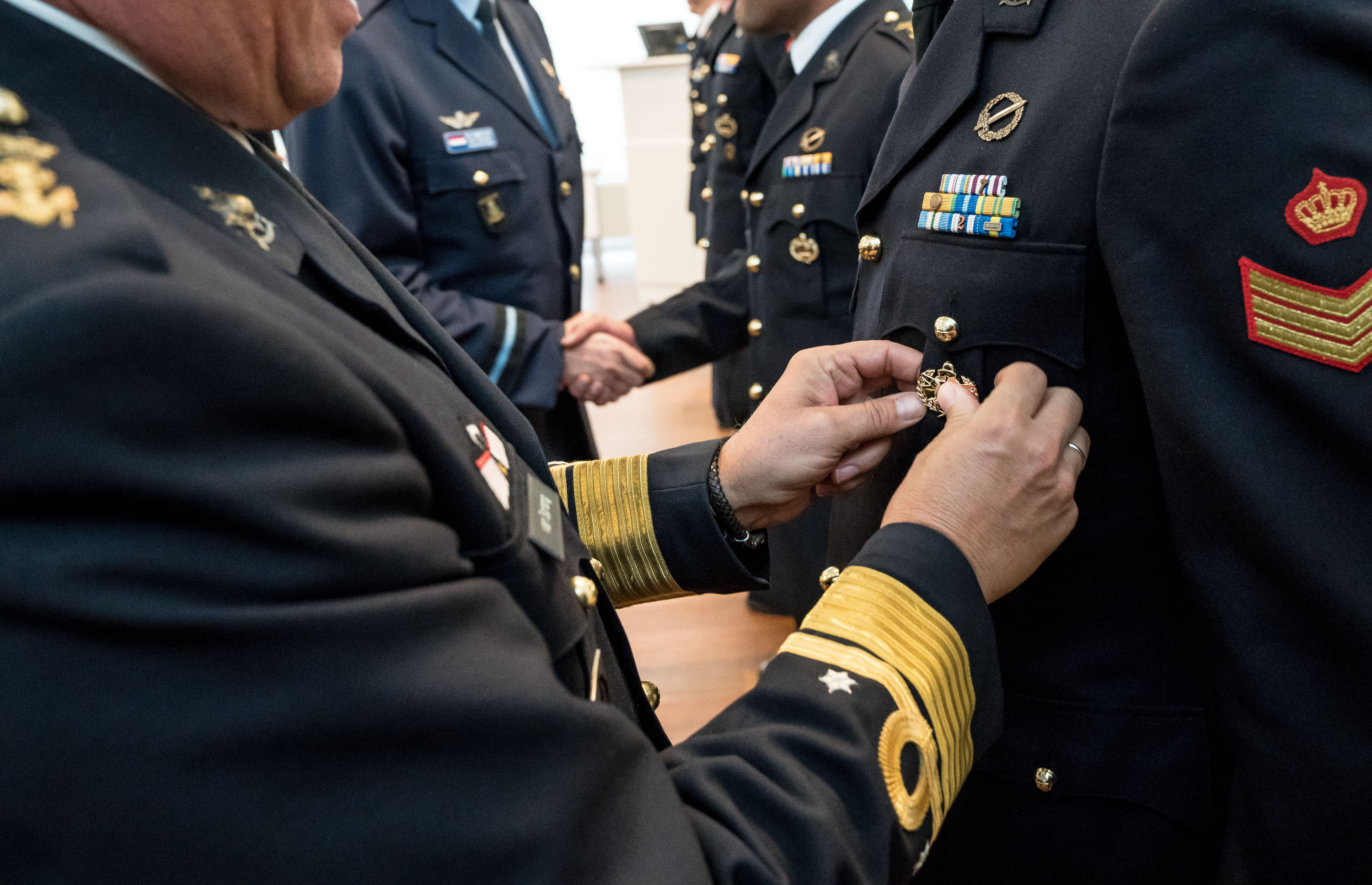
Leden van Task Force Barracuda ontvangen het operationele kikvorsman-insigne naar aanleiding van sabotageacties tegen piraten voor de Somalische kust.

De Kikvorsmannen (KVM)-troop, ook bekend als Special Forces Underwater Operators, bestaat uit NLMARSOF-operators die zijn gespecialiseerd in speciale operaties in amfibische omstandigheden met onzichtbaarheid als grootste kracht.
Opleiding
De totale opleiding tot kikvorsman duurt 22 weken. De eerste 6 weken worden de cursisten door de Defensie Duikschool (DDS) gekwalificeerd voor het duiken met perslucht, hierna volgt een 4 weken durende cursus zuurstofduiken waar men leert duiken met een rebreather. Dan volgt de 12 weken durende kikkeropleiding, waar weken voorkomen van maar 6 uur slaap en 150 kilometer aan verplaatsingen middels zwemmen, kajakken en marsen. De laatste horde voor de FINEX (Final Exercise) bestaat uit de gevreesde "Grote Spierbal"-week, waarin de cursist wordt geleerd te opereren onder verzwaarde omstandigheden door middel van extreem slaapgebrek en fysieke inspanningen. De eisen die in deze week worden gesteld zijn verweven met de opdrachten. Als dat is afgerond volgt er een inhaalweek voor degene die de eisen van "Grote Spierbal" niet hebben behaald. Daarna is het tijd voor de in het geheim voorbereide FINEX. De cursisten krijgen een warning order voor een opdracht in het buitenland die ze zelfstandig moeten klaren.
| Grote Spierbal                                     |
| -------------------------------------------------- |
| 3-uursduik                                         |
| 100 kilometer kajakken binnen 24 uur               |
| 40 kilometer marsen met minimaal 35 kilo bepakking |
| 10 kilometer zwemmen                               |
| 6 kilometer zwemmen met uitrusting                 |
| Rennend over de Afsluitdijk (29 kilometer)         |

## Materieel

### Persoonlijke uitrusting
Operators van C-squadron dragen,  evenals operators van het KCT, gevechtstenues in het Multicam-patroon. Operators van M-squadron dragen, bij nationale inzet, de grijze DSI-uniformen. Binnen NLMARSOF worden verschillende typen kogelwerende vesten gedragen. Eenheidsbreed wordt de Ops-Core FAST gevechtshelm gedragen.
Kikvorsmannen hebben de beschikking over een grote verscheidenheid aan specialistische duikuitrusting, onder andere jet boots, een draagbaar elektrisch voortstuwingssysteem dat gebruik maakt van waterjets. De mountain leaders hebben eveneens beschikking over speciale uitrusting, gericht op hun taken in arctische en bergachtige omgevingen.

### Bewapening
- Glock 17 - Pistool in kaliber 9x19mm. Dit pistool wordt veelal uitgerust met een laser- en lichtmodule.
- Heckler & Koch P11 - Onderwaterpistool in kaliber 7,62×36mm. Vijfloops onderwaterpistool dat elektronisch 7,62x36mm patronen afvuurt.
- Heckler & Koch MP5 - Machinepistool in kaliber 9x19mm. De MP5 wordt veelal uitgerust met een laser- en lichtmodule.
- Heckler & Koch MP7 - Machinepistool in kaliber 4,6x30mm. De MP7 wordt veelal uitgerust met geluiddemper, richtmiddelen en een laser- en lichtmodule.
- FN P90 - Machinepistool in kaliber 5,7×28mm. De P90 wordt veelal uitgerust met geluiddemper, richtmiddelen en een laser- en lichtmodule. Dit wapen wordt uitsluitend gebruikt door het M-Squadron.
- SIG MCX - Aanvalsgeweer in kaliber .300 (7.62×35 mm) AAC Blackout. Dit wapen gebruikt het zogenaamde .300 AAC Blackout-patroon, dat een groter penetrerend vermogen heeft dan de gebruikelijke 5,56×45mm-munitie. De MCX is uitgerust met de SIG Sauer Suppressed Upper Receiver (SUR), een geïntegreerde geluiddemper. Verder is dit wapen uiterust met een Magpul-kolf, SIG Sauer richtmiddelen en een laser- en lichtmodule.
- Heckler & Koch HK416 - Aanvalsgeweer in kaliber 5,56×45mm NAVO. De HK416 wordt veelal uitgerust met geluiddemper, richtmiddelen en een laser- en lichtmodule.
- Heckler & Koch HK417/G28 - Designated marksman rifle (DMR), kaliber 7,62×51mm NAVO. Dit wapen wordt ingezet om ook op middellange afstand doeltreffend te zijn. De HK417/G28 wordt veelal uitgerust met geluiddemper, telescoopvizier en een laser- en lichtmodule.
- Sako TRG 22/42 - Scherpschuttersgeweer in kaliber .300 Winchester Magnum (7.62×67mm) of .338 Lapua Magnum (8.6×70mm). Dit grendelgeweer van Finse makelij is uitgerust met een telescoopvizier en maakt gebruik van krachtige patronen. Hierdoor is het geweer ook accuraat op de lange afstand (>1000 meter).
- Barrett M107 - Scherpschuttersgeweer in kaliber .50 BMG. Dit anti-materieelgeweer van Amerikaanse makelij is uitgerust met een telescoopvizier en maakt gebruik van zeer krachtige patronen. Hierdoor is het geweer geschikt voor inzet over grote afstand, tegen voertuigen en het penetreren van muren.
- Accuracy International Arctic Warfare Magnum - Scherpschuttersgeweer in kaliber .300 Winchester Magnum (7.62×67mm). Dit grendelgeweer van Britse makelij is uitgerust met een telescoopvizier en maakt gebruik van krachtige patronen. Hierdoor is het geweer ook accuraat op de lange afstand (>1000 meter).

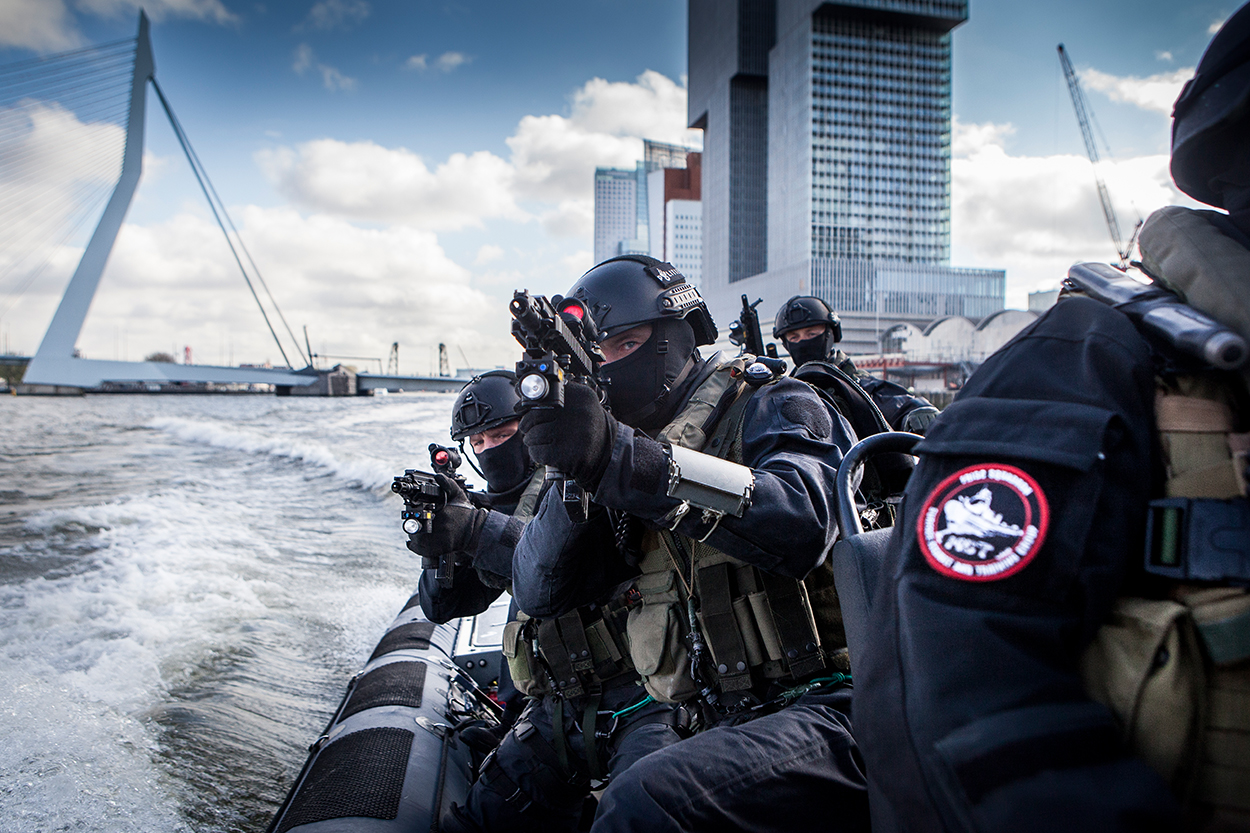
M-squadron operators op een FRISC tijdens de jaarlijkse oefening Port Defender in Rotterdam.

### Vaartuigen
- Waterscooter - Wordt ingezet voor verkennings- en boardingoperaties.
- Onderwaterscooter - Wordt ingezet voor heimelijke verplaatsingen onder water, kunnen worden gelanceerd vanaf een Walrusklasse onderzeeboot.
- FRISC - Wordt ingezet voor boarding-, anti-smokkel-, antipiraterij- en amfibische operaties in zowel nationale als internationale context.

### Voertuigen
- Sneeuwscooter - Wordt ingezet voor verplaatsingen gedurende operaties in arctische gebieden.
- Suzuki KingQuad - Wordt ingezet voor verplaatsingen gedurende patrouilles wegens de grote mate van manoeuvreerbaarheid en toegankelijkheid voor contact met lokale bevolking.
- Toyota Land Cruiser - Gepantserd voertuig, wordt door M-Squadron ingezet gedurende nationale contra-terreur operaties.
- Mercedes-Benz G 'Wolf' - Militair terreinvoertuig, wordt ingezet gedurende internationale (gevechts)operaties.
- Defenture VECTOR - Door de lucht transporteerbaar militair terreinvoertuig, wordt ingezet gedurende internationale (gevechts)operaties. Ontwikkeld voor en in samenwerking met het KCT, 75 voertuigen ondergebracht in gedeelde NLD SOCOM-pool.
- DMV Anura - Speciaal voertuig voor duik gelegenheden.

## Wapenfeiten
Ondanks dat het grootste deel van de operaties van NLMARSOF heimelijk plaatsvindt zijn er meerdere inzetten bekend in het publieke domein. Hieronder volgt een lijst met enkele notabele inzetten van NLMARSOF en haar voorgangers:
- 1974: De BBE wordt ingezet bij de gijzeling in de Franse ambassade in Den Haag.
- 1974: De BBE wordt ingezet bij de gijzeling in de Scheveningse gevangenis.
- 1975: De BBE wordt ingezet bij de treinkaping bij Wijster en de bezetting van het Indonesisch consulaat
- 1977: De BBE wordt ingezet bij de treinkaping bij De Punt.
- 1978: De BBE wordt ingezet bij de gijzeling in het provinciehuis te Assen.
- 1992-1996: Boarding teams van de BBE worden ingezet vanaf fregatten van de Koninklijke Marine, voor maritieme onderscheppingen op de Adriatische Zee.[3]
- 1997: De BBE wordt ingezet bij de evacuatie van Nederlandse staatsburgers in Albanië.[3]
- 1997: De BBE en KVM/ML worden ingezet bij de aanhouding van oorlogsmisdadigers (PIFWC's) in Bosnië.[3]
- 1998: Boarding teams van de BBE worden ingezet vanaf fregatten van de Koninklijke Marine, voor maritieme onderscheppingen ten tijde van Operation Southern Watch in de Perzische Golf.[3]
- 2004: De BBE wordt ingezet bij de politie-inval in Laakkwartier in Den Haag.
- 2004: De BBE en KVM/ML worden ingezet bij de aanhouding van oorlogsmisdadigers (PIFWC's) in Bosnië.[3]
- 2005–2006: Boarding teams van de KVM/ML worden ingezet vanaf fregatten van de Koninklijke Marine voor CTF-150, de Combined Joint Task Force-Horn of Africa (CJTF-HOA).[3]
- 2005–2006: Teams van de MSO-compagnie en de UIM vormen, in samenwerking met het Korps Commandotroepen, Task Force Orange in Kandahar, Afghanistan als onderdeel van Operatie Enduring Freedom (OEF).[10]
- 2006–2007: Teams van de MSO-compagnie en de UIM vormen, in samenwerking met het Korps Commandotroepen, SOTU Viper in de provincie Uruzgan, Afghanistan als onderdeel van ISAF SOF.[10]
- 2008–2010: Teams van de MSO-compagnie en de UIM vormen, in samenwerking met het Korps Commandotroepen, Force-55 in de provincie Uruzgan, Afghanistan als onderdeel van ISAF SOF.[10]
- 2008–2017: Teams van de MSO-compagnie en de UIM voeren antipiraterijmissies uit in de Hoorn van Afrika als onderdeel van NAVO Operation Allied Protector, en Operatie Atalanta. In 2011 voerden kikvorsmannen op open zee, onder uiterst moeilijke omstandigheden een operatie uit waarbij door middel van explosieven twee moederschepen van Somalische piraten werden uitgeschakeld. Voor deze operatie werden vier kikvorsmannen onderscheiden met het Kruis van Verdienste en twee leidinggevenden met het Ereteken voor Verdienste.[11]
- 2010: De UIM wordt ingezet bij de bevrijding van MS Taipan.
- 2015-2017: Het C-squadron wordt ingezet in Mali en vormt, in samenwerking met het Korps Commandotroepen, de NLD Special Operations Land Task Group (SOLTG) als onderdeel van United Nations Multidimensional Integrated Stabilization Mission in Mali.[12] Tijdens een operatie in 2015 werden operators van het C-squadron per parachute in de Malinese woestijn gedropt om ongezien informatie te verzamelen over gewapende groeperingen en terroristische activiteiten. Daarvoor werden zij onderscheiden met de operationele wing. Hiermee werden de operators de eerste mariniers die voor een operationele parachutistensprong zijn ingezet.[13]
- 2015-heden: Het C-squadron en het Korps Commandotroepen worden ingezet in Irak en Syrië voor het leveren van advice and assistance (A&A) aan Irakese en Peshmerga troepen in samenwerking met de Belgische SFG, als onderdeel van CJTF-OIR.
- 2018-2021: Het C-squadron wordt ingezet in Afghanistan en vormt, in samenwerking met het Korps Commandotroepen, het NLD Special Operations Advisory Team (NLD SOAT) en levert advice and assistance (A&A) aan de Afghan Territorial Force 888 (ATF-888) in samenwerking met de Duitse KSK als onderdeel van NATO's Resolute Support Mission.[14]
- 2019: Het M-squadron was betrokken bij opsporing en aanhouding van Gökmen Tanis, pleger van de tramaanslag te Utrecht.

## Commandanten
- 2013-2015: Luitenant-kolonel der mariniers Jan Hut
- 2015-2018: Luitenant-kolonel der mariniers Jurjen van Nee
- 2018-2021: Luitenant-kolonel der mariniers Jan-Willem van Dijk
- 2021-heden: Luitenant-kolonel der mariniers Joost Dirkx